# Glen Burnie (Maryland)
Glen Burnie ist ein Census-designated place in Anne Arundel County, Maryland, Vereinigte Staaten und ein Vorort von Baltimore. Nach der Volkszählung von 2020 leben 72.891 Einwohner in dem Ort.

## Lage und Sehenswürdigkeiten
Glen Burnie liegt im Norden von Anne Arundel County, etwa 10 Meilen südlich der Innenstadt von Baltimore entfernt. Östlich des Ortes befindet sich der Baltimore-Washington International Airport. Glen Burnie, einst eine Minensiedlung, ist heute eine typische amerikanische Vorstadt mit Familienhäusern, Appartementkomplexen und Rentnersiedlungen. Der Ort ist in Baltimore bekannt für seine guten Einkaufsmöglichkeiten.

## Geschichte
Glen Burnie wurde 1812 von einem Bezirksanwalt namens Elias Glenn in der Nähe des heutigen Harlem Parks in Baltimore gegründet. Er gab der neu gegründeten Siedlung zunächst den Namen Glennsburne. Im Laufe der Zeit, als das Land an seine Nachfahren weitervererbt wurde, änderte sich der Name zu „Glennsbourne Farm“ und schließlich zu Glenburnie. 1854 gründete William Wilkins  Glenn die „Curtis Creek Mining, Furnace and Manufacturing Co.“, deren Geschäft sehr erfolgreich war. So gelang es den Glenns eine große Fläche von Land im Anne Arundel County zu erwerben. Nach dem Tod von William Wilkins Glenn wurde das Land zwischen seinem Bruder, seinem Sohn und seinem Neffen aufgeteilt. Glenburnie wurde 1888 offiziell Teil des Staates Maryland. Seit dieser Zeit vergrößerte sich der Ort kontinuierlich. 1899 wurde das erste Schulhaus eröffnet, 1904 folgte das erste Kirchengebäude.
1930 wurde der Name auf Vorschlag von Postamtsvorsteher Louis J. de Alba in Glen Burnie geändert. 1962 wurde die Glen Burnie Mall eröffnet und Mitte der 1980er das Einkaufszentrum Marley Station. 1965 bekam Glen Burnie ein eigenes Krankenhaus, das heute 270 Betten bereithält.

## Verkehr
Glen Burnie ist über den Interstate 97 an das nationale Autobahnnetz angeschlossen. Weitere Straßen überregionaler Bedeutung sind der Paul Pitchner Memorial Highway und der Arundel Expressway. In unmittelbarer Nachbarschaft liegt der Baltimore-Washington International Airport.

## Söhne und Töchter
- Kevin Barnes (* 1986), Footballspieler
- Hunt Block (* 1954), Schauspieler
- John A. Cade (1929–1996), Politiker
- Bill Currier (* 1955), Footballspieler
- Rudy Gay (* 1986), Basketballspieler
- Duane Gill („Gillberg“) (* 1959), Wrestler
- Kevin Levrone (* 1964),  Bodybuilder
- Tony Saunders (* 1974), Baseballspieler
- Michael Schearer (* 1975), Autor und Informatiker
- Montel Williams (* 1956), Fernseh- und Radiomoderator